# Ang Eng
Ang Eng  (vers 1772 mort 1796/1797), roi du Cambodge de 1779 à 1796 sous le nom de règne « Narayama III ».

## Biographie
Fils du roi Outey II (mort en 1777), il monte sur le trône à six ans et meurt à vingt-quatre, sans avoir jamais réellement assumé le pouvoir. Dès son avènement par les troupes siamoises en 1779 jusqu'en 1782, la régence est confiée, collégialement, à trois mandarins : Mou, Bên et Sous qui se disputent le pouvoir.
En 1782, Sous et Bên s'emparent d'Oudong et font exécuter Mou. Bên se retourne ensuite contre son allié et le fait assassiner. Le régent tout puissant se retire ensuite à Bangkok et c'est là que le jeune roi est couronné en 1793 par le roi Rama Ier, qui s'affirme ainsi le suzerain et le protecteur du Cambodge. De retour au Cambodge, Ang Eng est de nouveau couronné à Oudong le 28 mai 1794.
Le Siam en profite pour annexer les provinces de Battambang, Angkor, Mongkol-Bôrei et Sisophon. 10 000 Cambodgiens sont déportés au Siam pour creuser un canal à Bangkok. Ang Eng meurt de maladie le 5 mai 1796. En 1797, son fils aîné Ang Chan II, âgé de 5ans, est couronné par le roi de Siam. Dans ce contexte, Pok est désigné par le roi siamois comme régent du royaume khmer avec la charge d'assurer l'éducation princière des petits princes.

## Postérité
De diverses épouses il laisse cinq fils:
1) princesse Mneang Aut
- Ang Chan II, (1792-1834), roi du Cambodge.
- Ang Snguon, (1794-1822) régent en 1811, mort à Bangkok.

2) princesse Mneang Ke
- Ang Phim, (1793-1798)

3) princesse Mneang Ros
- Ang Em, (1794-1843) régent en 1811 mort déporté au Viêt Nam en 1843.
- Ang Duong, (1796-1859), roi du Cambodge.

## Sources
- Achille Dauphin-Meunier Histoire du Cambodge Que sais-je ? N° 916, P.U.F Paris 1968.
- Anthony Stokvis, Manuel d'histoire, de généalogie et de chronologie de tous les États du globe, depuis les temps les plus reculés jusqu'à nos jours, préf. H. F. Wijnman, Israël, 1966, Chapitre XIV §.9 « Kambodge » Listes et tableau généalogique n°34 p.337-338.
- (en) & (de) Peter Truhart, Regents of Nations, K.G Saur Munich, 1984-1988  (ISBN 359810491X), Art. « Kampuchea », p. 1732.
- Khin Sok « Quelques documents khmers relatifs aux relations entre le Cambodge et l'Annam en 1843 ». Dans : Bulletin de l'École française d'Extrême-Orient. Tome 74, 1985. p. 403-421.